# Smib
Smib je poučno-zabavni dječji časopis u izdanju Školske knjige, koji se objavljuje od 1. veljače 1970. godine u Hrvatskoj na 52 stranice uz dodatne sadržaje. Časopis izlazi jednom mjesečno tijekom školske godine. Smib je nastao na tradiciji ranije ugaslih hrvatskih dječjih časopisa sličnih sadržaja:  najdugovječnijeg, Smilja, i prvog, Bosiljka. Spajanjem njihova dva naziva došlo se do imena Smib („smilje i bosilje”).
Smib je časopis koji je svojim sadržajem prilagođen dječjem đačkom uzrastu od 1. do 4. razreda, za razliku od Modre laste, koja je prilagođena starijim osnovnoškolcima. Sadržaj Smiba prati godišnji nastavni plan i program, godišnjice pojedinih važnih povijesnih događaja te kalendar godišnjih doba. Smib upoznaje djecu, prikladno njihovoj dobi, s hrvatskim vrijednostima, biljnim i životinjskim svijetom te dječjim stvaralaštvom njihovih vršnjaka. Isto tako, Smib je prilagođen i za rad s djecom koja imaju posebne potrebe.
Časopis često daruje originalne darove, koji nerijetko potiču učenike na različite aktivnosti i radnje koje im unapređuju sposobnosti te na specifičan način prikazuju životne situacije i kako se ponašati u njima. Darovi su najčešće u obliku multimedijalnog sadržaja (CD-a ili DVD-a) s poučnim crtićima, videoigrama, posterima i drugim.

## Sadržaj Smiba
Sadržaj časopisa obraća se različitim skupinama učenika i njihovim interesima, pa tako u Smibu postoje ove rubrike:
- Mudra slova i svraka naopaka – enigmatika
- Radoznalci
- Kutić za vrtić
- Bistra glava sve rješava – radni zadaci iz hrvatskog jezika, prirode i društva, matematike i likovne kulture
- Slikopriča i slikoradionica – radni zadaci u obliku priča u slici i riječi
- Pjesme, priče i igrokazi
- Navade i običaji
- Eko(s)vijest – školski eko projekti, očuvanje hrvatske baštine
- Premi
- Superica
- Lijepa Naša
- Engleski i njemački jezik
- Pitalice – smicalice
- Čudesne životinje
- Stripovi
- Smibićeva pošta
- Reci mi, Smibiću

## Zanimljivosti
Smib je, uz Modru lastu, jedini hrvatski časopis nositelj znaka "Izvorno hrvatsko", koji mu je dodijeljen zbog pronošenja vrijednosti hrvatskog društva svojim sadržajem generacijama učenika u svojoj dugogodišnjoj povijesti. Smib je u školskoj godini 2019./2020. proslavio 50 godina od izlaska prvog broja.

## Pogledati još
- Izvorno hrvatsko
- Modra lasta

## Vanjske poveznice
- Smib pri Školskoj knjizi